# James Dwight Dana

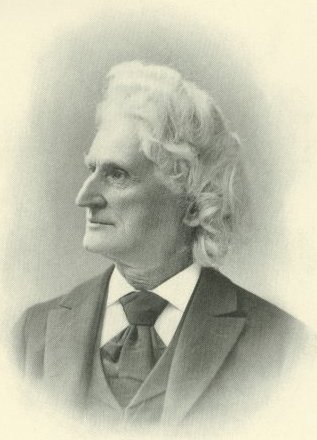
James Dwight Dana

James Dwight Dana (* 12. Februar 1813 in Utica, New York; † 14. April 1895 in New Haven, Connecticut) war ein US-amerikanischer Geologe, Mineraloge und Zoologe. Er betrieb wichtige Forschungen über Gebirgsbildung (Orogenese), Vulkanismus und über den Ursprung und die Struktur der Kontinente und Ozeane. Er war einer der führenden Vertreter der Kontraktionstheorie und prägte den Begriff der Synklinale.

## Leben
Schon früh zeigte Dana Interesse an der Wissenschaft, das von seinem Lehrer an der Utica high school genährt worden war. 1830 trat er dem Yale-College bei, um bei Benjamin Silliman zu studieren. Nach seiner Promotion 1833 war er Mathematiklehrer für Seekadetten und befuhr das Mittelmeer.
Von 1836 bis 1837 war er Sillimans Assistent im Chemielabor von Yale, und in den nächsten vier Jahren nahm er als Mineraloge und Geologe, unter der Leitung von Charles Wilkes, an der United States Exploring Expedition in den Pazifischen Ozean teil. Nach seiner Rückkehr nach Nordamerika 1842 beanspruchten die Arbeiten an seinen Forschungsberichten einen guten Teil der folgenden dreizehn Jahre.
1844 siedelte Dana wieder nach New Haven über, heiratete Sillimans Tochter, und wurde 1856, nach dessen Rücktritt, zum Inhaber der Silliman-Professur für Naturgeschichte und Geologie in Yale ernannt. Diese Stelle hatte er bis 1892 inne. 1846 wurde er Mitherausgeber und in seinen späteren Jahren Hauptherausgeber des American Journal of Science and Arts (1818 von Benjamin Silliman gegründet), zu dem er selbst beständig mit Artikeln über Geologie und Mineralogie beitrug. In den frühen 50er Jahren des 19. Jahrhunderts pflegte er eine intensive Korrespondenz mit Forschern wie Asa Gray, Louis Agassiz und Charles Darwin.
1854 war er Präsident der American Association for the Advancement of Science.
1859 erlitt er wegen der ständigen Überarbeitung einen körperlichen Zusammenbruch, von dem er sich nicht mehr völlig erholen sollte.
1888 gründete er mit James Hall und Alexander Winchell die Geological Society of America, und war 1890 ihr Vorsitzender.

## Leistungen
Im Alter von 23 Jahren veröffentlichte er eine Systematik der Minerale, die bis heute in immer neuen Ausgaben herausgegeben wird. Auf die vierte, im Jahr 1854 veröffentlichte Ausgabe, geht die in weiterentwickelter Form im englischsprachigen Raum heute noch verwendete Systematik der Minerale nach Dana zurück.
Schon seit 1846 hatte Dana die Einsenkung der Ozeanbecken auf die Volumenabnahme des Erdkörpers durch Abkühlung zurückgeführt. Andererseits hielt er die Ozeanbecken für sehr alt. Im Gegensatz zu den Katastrophisten, wie Léonce Élie de Beaumont, hielt er den immer noch andauernden Schrumpfungsprozess für sehr langsam und undramatisch. Seiner Meinung nach hatten sich schon an den Rändern der primordialen Ozeanbecken tiefe Spalten gebildet, die heute noch den Aufstieg von vulkanischen Magmen und die Heraushebung von Gebirgszügen ermöglichten. Hiermit versuchte er besonders die Struktur der südamerikanischen Anden zu erklären. Etwa zur selben Zeit machten jedoch Forscher wie J.H. Steel und die Gebrüder Henry Darwin Rogers (1808–1866) und William Barton Rogers verwirrende Beobachtungen in den Appalachen. Dort schien es Schichten zu geben, die überkippt und in Wellen gelegt waren, wie eine eingefrorene Meeresbrandung. Sie vermuteten hier die Wirkung einer wellenartigen Bewegung im schmelzflüssigen Inneren der Erde. Die Anzeichen für tektonische Bewegungen durch seitlichen Druck, wie z. B. Faltung und Schieferung der Gesteine, blieben aber immer noch schwer zu erklären. Dana versuchte nun diese Befunde in seine Theorie zu integrieren: Während sich die Ozeanbecken immer mehr vertieften und sich mit großen Mengen von Sedimenten füllten, sollten die darunter befindlichen Massen von geschmolzenem Material durch die zunehmende Auflast seitlich unter die Kontinentalränder gedrückt werden und sich dort anreichern. Diese lateralen Ausweichbewegungen machte er für die beobachteten Faltungen verantwortlich.
Der Geologe des Geological Survey (geologisches Landesamt) von New York, James Hall, hatte allerdings die Beobachtung gemacht, dass in manchen Gebirgsketten Sedimentschichten mit Mächtigkeiten von bis zu 40.000 Fuß (ca. 13.000 Meter) aufgeschlossen waren. Da es niemals derart tiefe Ozeane gegeben haben konnte, vermutete er, dass nur in einigen schmalen Rinnen der Ozeanboden unter der Auflast eingebrochen sei. Nur in diesen Rinnen sei es dann zu den beobachteten Faltungen gekommen. Dana nahm diesen Gedanken auf und prägte den Begriff Geosynklinale für diese Zonen, auch wenn er selbst nicht der Urheber des Konzepts gewesen war. Hiermit widersprachen Hall und Dana der gängigen Vorstellung, dass die Gebirgsbildung allein durch (katastrophale) vertikale Bewegungen, wie „Erhebungskrater“ (nach Leopold von Buch) oder Einsturzbecken, stattfände. Jedoch bemängelte Dana, dass Hall nicht erklären konnte, wie diese „Linien ursprünglicher Anhäufung“ zu Gebirgen angehoben werden sollten. Zu diesem Zweck griff Dana wieder auf Élie de Beaumonts „vertrockneter Apfel-Modell“ der schrumpfenden Erde zurück.
Obwohl Dana immer den stetig voranschreitenden Wandel der Erdgestalt betonte, war er als gläubiger Christ der neuen Theorie über die Evolution der Lebewesen lange abgeneigt. Erst in der letzten Ausgabe seines Manual of Geology akzeptierte er die Idee.

## Ehrungen
1845 wurde Dana in die American Academy of Arts and Sciences gewählt. 1854 wurde er zum korrespondierenden und 1886 zum auswärtigen Mitglied der Bayerischen Akademie der Wissenschaften gewählt. Seit 1854 war er gewähltes Mitglied der American Philosophical Society. Ab 1861 war er korrespondierendes Mitglied der Russischen Akademie der Wissenschaften in Sankt Petersburg. 1855 erfolgte die Wahl zum korrespondierenden Mitglied der Preußischen Akademie der Wissenschaften, 1857 zum Mitglied der Gelehrtenakademie Leopoldina, 1858 zum korrespondierenden Mitglied der Russischen Akademie der Wissenschaften in Sankt Petersburg sowie zum Ehrenmitglied (Honorary Fellow) der Royal Society of Edinburgh. 1863 gehörte er zu den Gründungsmitgliedern der National Academy of Sciences der Vereinigten Staaten. 1864 wurde er in die Académie royale des Sciences, des Lettres et des Beaux-Arts de Belgique und 1868 in die Königliche Physiographische Gesellschaft in Lund gewählt, 1871 in die Königlich Schwedische Akademie der Wissenschaften, 1873 in die Académie des sciences in Paris und 1874 in die Göttinger Akademie der Wissenschaften. 1874 wurde er von der Geological Society of London mit der Wollaston-Medaille, 1877 von der Royal Society mit der Copley-Medaille und 1882 von der Royal Society of New South Wales mit der Clarke-Medaille ausgezeichnet.
Das Mineral Danalith, ein Krater auf dem Mars und ein Rippensystem (Magmawülste) (Dorsa Dana) auf dem Mond sind nach ihm benannt. Gleiches gilt für die Dana Mountains, ein Gebirge in der Antarktis.

## Schriften
Danas bekannteste Werke waren sein System of Mineralogy (1837) und Manual of Geology (1862). Eine bibliographische Liste seiner Schriften zeigt 214 Titel von Büchern und Artikeln, die 1835 mit einem Beitrag über den Zustand des Vesuvs im Jahre 1834 beginnt. Seine Arbeiten über Korallen und Schwämme, über die Geologie des pazifischen Raums und über Krebse, die seine Berichte über die Wilkes-Expedition zusammenfassen, erschienen ab 1846. Andere Arbeiten sind das Manual of Mineralogy (1848), das in erweiterter Form noch heute verlegt wird.
Als Spätwerk veröffentlichte er Corals and Coral Islands 1872 und fasste bis 1873 seine Gedanken zur Gebirgsbildung zusammen. 1887 besuchte Dana erneut die Hawaii-Inseln und die Ergebnisse seiner Untersuchungen wurden 1890 unter dem Titel Characteristics of Volcanoes veröffentlicht.
Sein System of Mineralogy wurde von führenden US-amerikanischen Mineralogen bis in die Mitte des 20. Jahrhunderts immer wieder neu bearbeitet, so in der 7. Auflage von Harry Berman, Charles Palache und Clifford Frondel. Es war auch ein Kompendium der Mineralienarten, was später durch die Glossary of Mineral Species von Michael Fleischer und andere übernommen wurde. Fleischer bearbeitete mit William Ebenezer Ford (1878–1939) die 6. Auflage in den 1930er Jahren.